# Nátaga
Nátaga là một khu tự quản thuộc tỉnh Huila, Colombia. Thủ phủ của khu tự quản Nátaga đóng tại Nátaga Khu tự quản Nátaga có diện tích 200 ki lô mét vuông. Đến thời điểm ngày 28 tháng 5 năm 2005, khu tự quản Nátaga có dân số 5171 người.